# Nagład
Nagład (Scophthalmus rhombus) – gatunek ryby flądrokształtnej z rodziny nagładowatych (Scophthalmidae). Ceniona w rybołówstwie i wędkarstwie z powodu smacznego mięsa.

## Zasięg występowania
Europejskie wybrzeża Oceanu Atlantyckiego, Morze Śródziemne i Czarne, wpływa okresowo do Morza Bałtyckiego. Najczęściej spotykana na głębokościach od 5–50 m.

## Charakterystyka
Skóra pokryta gładkimi w dotyku łuskami. Górna strona ciała oliwkowozielona z ciemnymi i jasnymi cętkami. Spodnia strona biała.
Dorasta przeciętnie do ok. 50 cm, maksymalnie 75 cm długości i 8 kg masy ciała. 
Prowadzi przydenny tryb życia. Żywi się rybami i dużymi mięczakami.